# Conflicto Fatah-Hamás
El conflicto Fatah-Hamas (en árabe: النزاع بين فتح وحماس‎, romanizado: an-Nizāʿ bayna Fataḥ wa-Ḥamās) es un conflicto político y estratégico en curso entre Fatah y Hamás, los dos principales partidos políticos palestinos en los Territorios Palestinos, lo que llevó a la toma de control de la Franja de Gaza por parte de Hamás en junio de 2007. El proceso de reconciliación entre Fatah y Hamás y la unificación de las administraciones de Hamás y Fatah siguen sin finalizar y la situación se considera un conflicto congelado.
La Comisión Independiente Palestina para los Derechos de los Ciudadanos ha descubierto que más de 600 palestinos murieron en los combates entre enero de 2006 y mayo de 2007. Decenas de personas más fueron asesinadas o ejecutadas en los años siguientes como parte del conflicto.

## La relación desde 1987: diferenciación de agendas y no cooperación

### Primera Intifada palestina de 1987
Desde su formación al calor de la Primera Intifada palestina de 1987, Hamás estableció una distinción ideológica con Fatah. Desde el plano discursivo, Fatah representaba los principios nacionalistas, seculares y marxistas desde su formación a fines de la década de 1950 y como miembro principal de la Organización para la Liberación de Palestina (OLP), mientras que Hamas asumía la necesidad de establecer un Estado islámico con el fin de terminar con la ocupación sionista y redimir el patrimonio de la Umma. Si bien ambas organizaciones lucharon contra la ocupación israelí durante estos levantamientos populares de 1987, lo hicieron de manera paralela y bajo distintos espacios políticos. Hamás ponían el foco en purificar a la sociedad palestina, buscando liberarla del secularismo e ideologías de izquierda como paso previo necesario a la liberación de Palestina.  Asimismo, Hamas postulaba que la OLP, no era la única institución legítima de representación. Anunciaba que ingresaría a la OLP sólo si se abrazaba la causa del Islam. Por su parte, la dirigencia de Fatah miraba con desconfianza esa postura, cuestionaba el patriotismo de los miembros de Hamás y los acusaba de sabotear el consenso nacional.

### Firma de los Acuerdos de Oslo de 1993
La firma de los Acuerdos de Oslo de 1993 entre el Estado de Israel y la OLP implicó un cambio en la relación entre Fatah y Hamás en la dirección hacia la no cooperación. Desde Oslo, la dirigencia de Fatah daba un fuerte reconocimiento institucional al Estado de Israel y se comprometía a una serie de acuerdos de cooperación en materia de seguridad, economía y política. Estos acuerdos que definieron el escenario político palestino, fueron criticados por distintos sectores de la sociedad palestina. En este contexto, mientras Fatah asumía la tarea de liderar las nuevas instituciones de gobierno y administración de la Autoridad Nacional Palestina (ANP) y establecer relaciones de cooperación con Israel, Hamás criticó esta política y se erigió como el principal movimiento de resistencia armada frente al Estado de Israel. Esta situación de diferencias de agenda queda clarificada en las primeras elecciones al Consejo Legislativo Palestino (dependiente de la ANP) realizadas en 1996, en las que Fatah ganó por amplia mayoría, ya que otras organizaciones como Hamás decidieron boicotearlas y no presentarse.
Ante las críticas de Hamás, el principal líder de Fatah, de la OLP y de la ANP, Yasser Arafat, propuso a la dirigencia de Hamás formar parte de la OLP y negociar una cuota de escaños en el Consejo Nacional Palestino de la OLP. Cabe aclarar que para Fatah la posibilidad de llamar a elecciones generales estaba fuera de discusión. De hecho, a pesar de que las elecciones regulares para el Consejo Nacional Palestino estaban contempladas en la constitución de la OLP, nunca habían sido llevadas a cabo. Sabiendo que Arafat no iba a aceptar, Hamás pidió el 40% de los escaños, demostrando que la organización islámica no tenía un interés real de conformar la OLP.

### Segunda Intifada palestina del 2000
Durante los levantamientos en contra de la ocupación israelí y el conflicto iniciado en el año 2000 conocidos como la Segunda Intifada palestina, la relación entre Fatah y Hamás de no cooperación se mantuvo, aunque sin una confrontación abierta y directa: ambas participaron de la Intifada pero de manera paralela. No obstante, hacia el año 2005 se dieron una serie de cambios en las posturas de ambas organizaciones. Desde el lado de Fatah, a partir de la firma de los Acuerdos del Cairo de 2005, hubo una postura más abierta a la participación en la OLP de las organizaciones islamistas como Hamás y Yihad Islámica. Por su parte, Hamás tomó una posición más pragmática en torno a su relación con la OLP y se debatió hacia el interior del movimiento la posibilidad de participar en las elecciones al Consejo Legislativo Palestino, que previamente habían boicoteado. Asimismo, Yasser Arafat, líder de Fatah, la OLP y la ANP, había muerto el 11 de noviembre de 2004, dando lugar a reposicionamientos en el escenario político palestino.

## La relación desde 2006: conflicto y faccionalismo

### Victoria en las elecciones de Hamás en 2006
Hamás se presentó y ganó en las elecciones parlamentarias para la Autoridad Nacional Palestina, rompiendo la hegemonía de Fatah. Fatah, así como otros actores internacionales como Israel y Estados Unidos, rechazaron el resultado y sabotearon el gobierno de Hamas, lo que dio lugar a una álgida confrontación entre los miembros de Fatah y Hamás. Asimismo, en este contexto, a partir de su victoria electoral, Hamás asumió como prioridad la demanda de elecciones democráticas para las instituciones de la OLP. Desde el lado de Fatah, había una reticencia a la posibilidad de apertura y transformación de la OLP, y existía la preocupación de que Hamás gane en unas posibles elecciones para dicha organización. Esta situación en la que Hamás gobernaba la Franja de Gaza y Fatah gobernaba Cisjordania (ambas regiones forman parte de los Territorios Ocupados de Palestina) devino en un fuerte faccionalismo y polarización del campo político palestino.

### Aumento de tensiones
Entre los años 2006 y 2011 se desarrolló un conflicto abierto y directo entre Fatah y Hamás.
El período de marzo a diciembre de 2006 estuvo marcado por las tensiones cuando los comandantes de Fatah se negaron a recibir órdenes del gobierno, mientras que la Autoridad Palestina inició una campaña de asesinatos y secuestros en contra de Hamás. Ambas facciones palestinas no lograron llegar a un acuerdo para compartir el poder del gobierno. El 15 de diciembre, Mahomud Abbas convocó a elecciones generales palestinas. Hamás cuestionó la legalidad de la celebración de elecciones anticipadas, y reclamó su derecho a mantener sus oficinas elegidas democráticamente, caracterizando esta acción como un de golpe de Fatah.
Intensos combates continuaron durante todo diciembre de 2006 y enero de 2007 en la Franja de Gaza. Varios intentos de cese al fuego fracasaron, siendo interrumpidos por constantes batallas. En febrero de 2007, los rivales palestinos se reunieron en la ciudad santa islámica de La Meca, Arabia Saudita, y llegó a un acuerdo garantizando un alto el fuego. Sin embargo, incidentes menores continuaron hasta marzo y abril de 2007. De acuerdo con un grupo de derechos humanos palestino, más de 600 palestinos murieron en combates desde enero de 2006 hasta mayo de 2007. Una grave escalada en la violencia estuvo marcada por los fusilamientos en el barrio de Rimal, en 2006.
A mediados de mayo de 2007, se produjeron enfrentamientos en las calles de Gaza. En menos de 20 días, más de 50 palestinos fueron asesinados. Los líderes de ambos partidos trataron de detener la lucha llamando a decenas de treguas, pero ninguna de ellas retenida por más de unos pocos días. A lo largo de cuatro días de combates, Hamás tomó el control de la principal carretera norte-sur y la carretera de la costa. El gobierno israelí cerró todos los puntos de control en las fronteras de Gaza en respuesta a la violencia. Durante esos días, al menos 116 personas murieron.
Los ataques de hombres armados de Hamás contra las fuerzas de seguridad de Fatah en la Franja de Gaza tuvieron como resultado una reacción de los hombres de Fatah contra las instituciones de Hamas en Cisjordania. Aunque los números de Hamás fueron mayores en la Franja de Gaza, las fuerzas de Fatah fueron mayores en la Ribera Occidental.
El 14 de junio, el presidente palestino Mahmoud Abbas anunció la disolución del gobierno de unidad actual y la declaración de un estado de emergencia. El primer ministro palestino Ismail Haniya fue destituido, y Abbas comenzó a gobernar Gaza y Cisjordania, por decreto presidencial. El portavoz de Hamás, Sami Abu Zuhri, respondió declarando que la decisión del presidente Abbas fue «en términos prácticos ... sin valor», afirmando que Haniya «sigue siendo el jefe del gobierno, aún si no fue disuelto por el presidente».
Ni Hamas ni Fatah tenía los votos suficientes para formar un nuevo gobierno bajo la Constitución. El Centro Palestino para los Derechos Humanos condenó a Hamas "La decisión de resolver el conflicto militarmente", pero argumentó que "las medidas adoptadas por el presidente Mahmoud Abbas, en respuesta a estos hechos violan la Ley Fundamental y socavan la Ley Fundamental de una manera que no es menos peligroso".
El 15 de junio, Abbas nombró a Salam Fayyad como primer ministro y le dio la tarea de formar un nuevo gobierno.
La Ribera Occidental tuvo su primera víctima cuando el cuerpo acribillado a balazos de un militante de Hamas fue encontrado en Naplusa, lo que desató el temor de que Al Fatah se utiliza su ventaja en la Ribera Occidental para tomar represalias contra las muertes de sus miembros en la Franja de Gaza. El mismo día, Hamas también declaró que estaba en control total de Gaza, una afirmación rechazada por Abbas.
El 16 de junio, un grupo vinculado con Fatah-militante, las Brigadas de los Mártires de Al Aqsa, irrumpieron en el parlamento controlado por Hamas con sede en Ramallah, en Cisjordania. Este acto, incluyendo el saqueo del Ministerio de Educación, fue visto como una reacción al saqueo similar producido tras el éxito militar de Hamas en Gaza.
El 20 de junio, el líder de Hamás Mahmoud Zahar declaró que si Fatah continuaba su intento de expulsar a Hamás de Cisjordania, podría dar lugar a la caída de Fatah allí. 
El 17 de octubre, se produjeron enfrentamientos en el este de Gaza entre las fuerzas de seguridad de Hamás y los miembros del poderoso clan Heles (afiliado a Fatah), dejando a dos muertos en ambos lados. Funcionarios de Fatah y Hamás dieron versiones contradictorias de lo que causó la lucha, pero la disputa parece haberse originado cuando los funcionarios de Hamas exigieron que el clan devolviese un vehículo gubernamental. Otro tiroteo el 20 de octubre mató a un miembro del clan y un niño de 13 años de edad. Durante el mismo día, en Rafah, una mujer murió y ocho personas resultaron heridas cuando miembros de seguridad de Hamás intercambiaron disparos con activistas de la Yihad Islámica. Dos días más tarde, siete palestinos más murieron en la lucha interna, entre ellos algunos militantes de Hamás y un militante palestino de la Yihad Islámica.
El 2 de agosto de 2008, unos 180 activistas palestinos de Fatah que se quedaron en Gaza cruzaron hacia territorio israelí, algunos de ellos heridos.
El 12 de noviembre, en la ciudad de Gaza, Fatah organizó una gran manifestación dedicada a la memoria de Yasser Arafat. Con más de 200.000 participantes, esta fue la mayor manifestación de Fatah en la Franja de Gaza desde que Hamás asumió el poder. La manifestación fue dispersada a la fuerza por hombres armados de Hamás, que dispararon contra la multitud. Al menos seis civiles murieron y más de 80 personas resultaron heridas.

## La relación desde 2011: intentos de reconciliación
La irrupción de las Revueltas Árabes del 2011 en la región de Medio Oriente también tuvieron su influencia en Palestina, y se desarrollaron movilizaciones, protestas, huelgas y se conformaron movimientos como el del 15 de Marzo. Mientras que en otros países como Egipto o Túnez se demandaba la caída de los regímenes gobernantes, los movimientos sociales palestinos demandaban la unificación del movimiento nacional, la democratización de las instituciones palestinas de gobierno, reformas políticas en la OLP, reformas económicas y el fin a las restricciones impuestas por el Protocolo de París, además de la liberación de Palestina, el fin de la ocupación y el retorno de los refugiados.
En este contexto de desafío al status quo del sistema político palestino, la presión social hacia las dirigencias de Fatah y Hamás dio como resultado el inicio de una serie de diálogos entre ambas organizaciones. Estos intentos de reconciliación se institucionalizaron con el Acuerdo del Cairo de abril de 2011, en el que se oficializaba el compromiso de los dirigentes a establecer relaciones políticas de cooperación, y se estipulaba un llamado a elecciones para el Consejo Nacional Palestino de la OLP. Estos acontecimientos significaron la apertura a una nueva etapa en el desarrollo de las relaciones entre Fatah y Hamás.

### Hacia la reconciliación
Durante el 2011 y en los años posteriores, había una perspectiva positiva entre distintos sectores de la sociedad palestina en torno al panorama favorable para la reconciliación política y la democratización de las instituciones de gobierno. En efecto, la situación regional de insurrección y anhelos de democratización motorizaba la posibilidad de transformación en Palestina. A su vez, muchos analistas advierten de las transformaciones hacia el interior del movimiento de Hamás y su tendencia a democratizar la organización, flexibilizar su plataforma política, acercarse a los sectores seculares y asumir una posición más pragmática para ingresar a la OLP.
Hamas y Fatah, entre otros grupos palestinos, mantuvieron conversaciones encaminadas a conciliar las facciones rivales en febrero de 2010. En marzo de ese mismo año, en el programa de televisión "Doha Debates", los representantes de Al Fatah y Hamás discutieron el futuro de la dirigencia palestina. El 27 de abril de 2011, representantes de las dos organizaciones anunciaron un acuerdo, mediado por Egipto (Mubarak ya había sido derrocado y en su lugar había un gobierno militar interino), para formar un gobierno de transición conjunto y llamar a elecciones presidenciales y legislativas que se celebrarían en 2012. El 4 de mayo de 2011 en una ceremonia en El Cairo, el acuerdo fue firmado formalmente por el presidente de la ANP Mahmoud Abbas y el líder de Hamás Khaled Meshaal. Al Acuerdo del Cairo de 2011 se le sumaba el Acuerdo de Doha, firmado por los mismos dirigentes en 2012.
En abril de 2014, se volvió a firmar un acuerdo de reconciliación entre ambas partes tras años de negociaciones y rupturas sucesivas, dando paso, en junio de 2014, a la formación de un gobierno de unidad presidido por Mahmud Abbas y compuesto por 17 ministros designados por ambas organizaciones. Los tres ministros residentes en la Franja de Gaza no pudieron asistir a la toma de posesión en Ramala porque Israel no les autorizó a salir. Abbas declaró que el nuevo gobierno reconocía al Estado de Israel y mantenía su compromiso de buscar un acuerdo de paz al conflicto con Israel. Se dio también seis meses de plazo para convocar nuevas elecciones presidenciales y legislativas.

### El estancamiento del escenario político
Tras una serie de años en los que no se logró implementar lo acordado en El Cairo en 2011, muchos analistas han coincidido en sostener que el sistema político palestino permanece estancado en el faccionalismo como lo ha estado desde el año 2006. A pesar de las fuertes demandas y presiones de la sociedad palestina desde el 2011, las dirigencias han fracasado en los intentos de reconciliación. Fatah sigue resistiéndose a una transformación de la OLP, y se mantiene reticente a un llamado a elecciones ante el peligro de que Hamás gane y domine la OLP. Desde la posición de Hamás, si bien ha habido un viraje hacia el pragmatismo y la democratización, también existen sectores dentro de la dirigencia que se niegan a arriesgar su gobierno en Gaza ante unas posibles elecciones. En este sentido, el faccionalismo y polarización del escenario político palestino ha continuado.
Para comprender esta perspectiva, debe tenerse en consideración, entre otras cosas, que en junio de 2017, Hamás y la Autoridad Palestina se peleaban por las funciones del gobierno en Gaza. Entre 2007 y 2017  no se habían celebrado elecciones en los territorios por la falta de acuerdo entre ambos partidos. En octubre de 2017, el gobierno de la ANP  regresó a la Franja de Gaza y ambas organizaciones firmaron un compromiso de reconciliación en la ciudad de El Cairo. El 13 de marzo de 2018,  explotó el convoy de Rami Hamdallah, el primer ministro palestino, en el norte de Gaza y, aunque Hamdallah sobrevivió al ataque, el presidente Mahmoud Abbas acusó a Hamás del atentado y de no cumplir con lo pactado. En 2018, Human Rights Watch presentó un informe que aseguraba que en los últimos años tanto la Autoridad Palestina como las fuerzas de seguridad de Hamás han llevado a cabo decenas de detenciones arbitrarias por críticas pacíficas, en particular en los medios de comunicación social, entre periodistas independientes, en campus universitarios y en manifestaciones. A medida que la disputa entre Fatah y Hamás se profundizaba a pesar de los intentos de reconciliación, los servicios de seguridad de la Autoridad Palestina se iban centrando en los partidarios de Hamás y viceversa. En enero de 2019, Hamás acusó a Abbas de establecer un nuevo gobierno separatista dirigido por Fatah con el objetivo de excluir a Hamás de la vida política palestina, cuando Abbas organizó un nuevo gabinete formado por facciones de la Organización de Liberación de Palestina, dominadas por su organización Fatah y excluyendo a Hamás, para presentarse a las elecciones parlamentarias de ese año.
En el año 2020, con el anuncio del denominado Acuerdo del Siglo propuesto por Israel y Estados Unidos para anexar una significativa parte de Cisjordania al Estado israelí, los dirigentes de Fatah y Hamás anunciaron una unidad para enfrentar dicho proyecto.